# Mexicoa ghiesbreghtiana
Mexicoa es un género monotípico de orquídeas. Su única especie: Mexicoa ghiesbreghtiana (A.Rich. & Galeotti) Garay, es originaria de México. 

## Descripción
Es una especie de orquídea de hábitos epifitas o litófitas  y que crece bien con el género Odontoglossum. Los pseudobulbos tienen forma ovoide, cónica o piriforme, con  2 hojas apicales, lineales o lineal-lanceoladas y agudas. Florece en una inflorescencia laxa de 14 cm de largo con 3 a 6 flores, simples. La floración se produce en el primavera hasta el otoño.

## Distribución y hábitat
Las plantas se encuentran en los bosques de robles de Jalisco, Michoacán, Guerrero, Oaxaca y México, D.F. de México en elevaciones en torno a 1.400 a 2.300 metros.

## Taxonomía
Mexicoa ghiesbreghtiana fue descrita por (A.Rich. & Galeotti) Garay y publicado en Bradea, Boletim do Herbarium Bradeanum 1(4): 424. 1974.
Etimología
Mexicoa: nombre genérico que se refiere a su localización en México.
ghiesbreghtiana: epíteto que se refiere a su parecido con Ghiesbreghtia.
Sinonimia
- Oncidium ghiesbreghtianum A.Rich. & Galeotti, Ann. Sci. Nat., Bot., III, 3: 27 (1845).
- Odontoglossum warneri Lindl., Edwards's Bot. Reg. 31(Misc.): 54 (1845).
- Odontoglossum warneri var. purpuratum Lindl., Edwards's Bot. Reg. 33: t. 20 (1847).
- Odontoglossum warneri var. sordidum Lindl., Edwards's Bot. Reg. 33: t. 20 (1847).
- Oncidium warneri (Lindl.) Lindl., Fol. Orchid. 6: 36 (1855).
- Oncidium warneri var. purpuratum (Lindl.) Lindl., Fol. Orchid. 6-7: 36 (1855).
- Oncidium warneri var. sordidum (Lindl.) Lindl., Fol. Orchid. 6-7: 36 (1855).[2]